# Temelucha lutea
Temelucha lutea là một loài tò vò trong họ Ichneumonidae.